# Tribunal Permanente de Arbitragem
Tribunal Permanente de Arbitragem (TPA; inglês: Permanent Court of Arbitration) é uma organização internacional com sede em Haia, nos Países Baixos.
A corte foi criada em 1899 como um dos atos da primeira Conferência de Paz de Haia, o que a torna a mais antiga instituição de resolução de litígios internacionais da história. A criação do Tribunal Permanente de Arbitragem é definida nos termos dos artigos 20 a 29 da Convenção da Haia de 1899 para a solução pacífica dos conflitos internacionais, o que foi um resultado da primeira Conferência de Paz de Haia. Na segunda Conferência, a Convenção anterior foi revisada pela Convenção de 1907 para a Solução Pacífica dos Conflitos Internacionais.

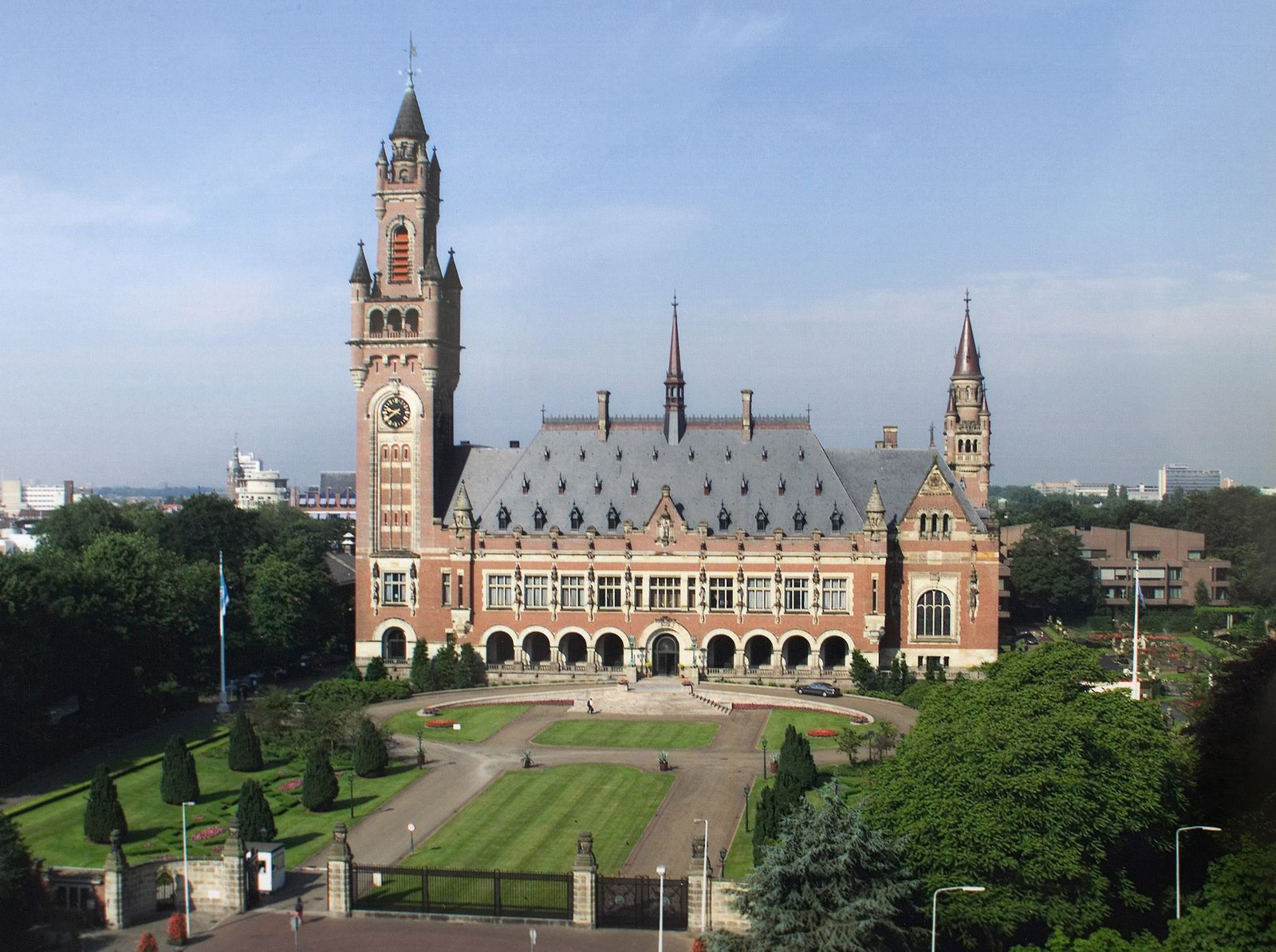
Palácio da Paz, sede da corte em Haia.

O Tribunal Permanente de Arbitragem não é uma "corte", no entendimento convencional do termo, mas uma organização administrativa com o objetivo de ser permanente e facilmente disponível, o que significa servir como registro para fins de arbitragem internacional e para outros procedimentos relacionados, incluindo comissões de inquérito e conciliação. Trata-se de uma instituição permanentemente disponível para ajudar tribunais arbitrais ou comissões temporárias. Os juízes que ouvem casos são oficialmente chamados de "membros" da corte.